# De Raken
De Raken is een streekje in de gemeente Het Hogeland in de Nederlandse provincie Groningen. Het gehucht ligt aan een doodlopend weggetje van Groot Wetsinge naar de Wetsingerzijl in de Sauwerdermaar. Wel loopt er een doorgaande fietsverbinding naar Garnwerd en via de Wetsingersluis over het Reitdiep naar Oostum. Het gehucht bestaat uit een boerderij genaamd De Raken.
Het gehucht ligt in een lus van het Oude Diepje dat vroeger ook De Raken werd genoemd en begin 17e eeuw werd vervangen door het Garnwerder Rak. De naam Raken, een variant van Rak verwijst hiernaar. Het gebied tussen het Garnwerder Rak en het Oude Diepje, waarin ook Alinghuizen en Klein Garnwerd liggen, wordt ook wel De Hoek of Winsumerhoek genoemd. Dit gebied werd in 1810 door de Franse hertog Charles-François Lebrun bij de gemeente Winsum gevoegd.
Iets zuidwestelijker, aan de Wetsingermaar iets ten zuiden van het Oude Diepje, staat de boerderij Margriethoeve uit 1792. Bij deze boerderij ligt een oude zijl, de Wetsingerzijl.

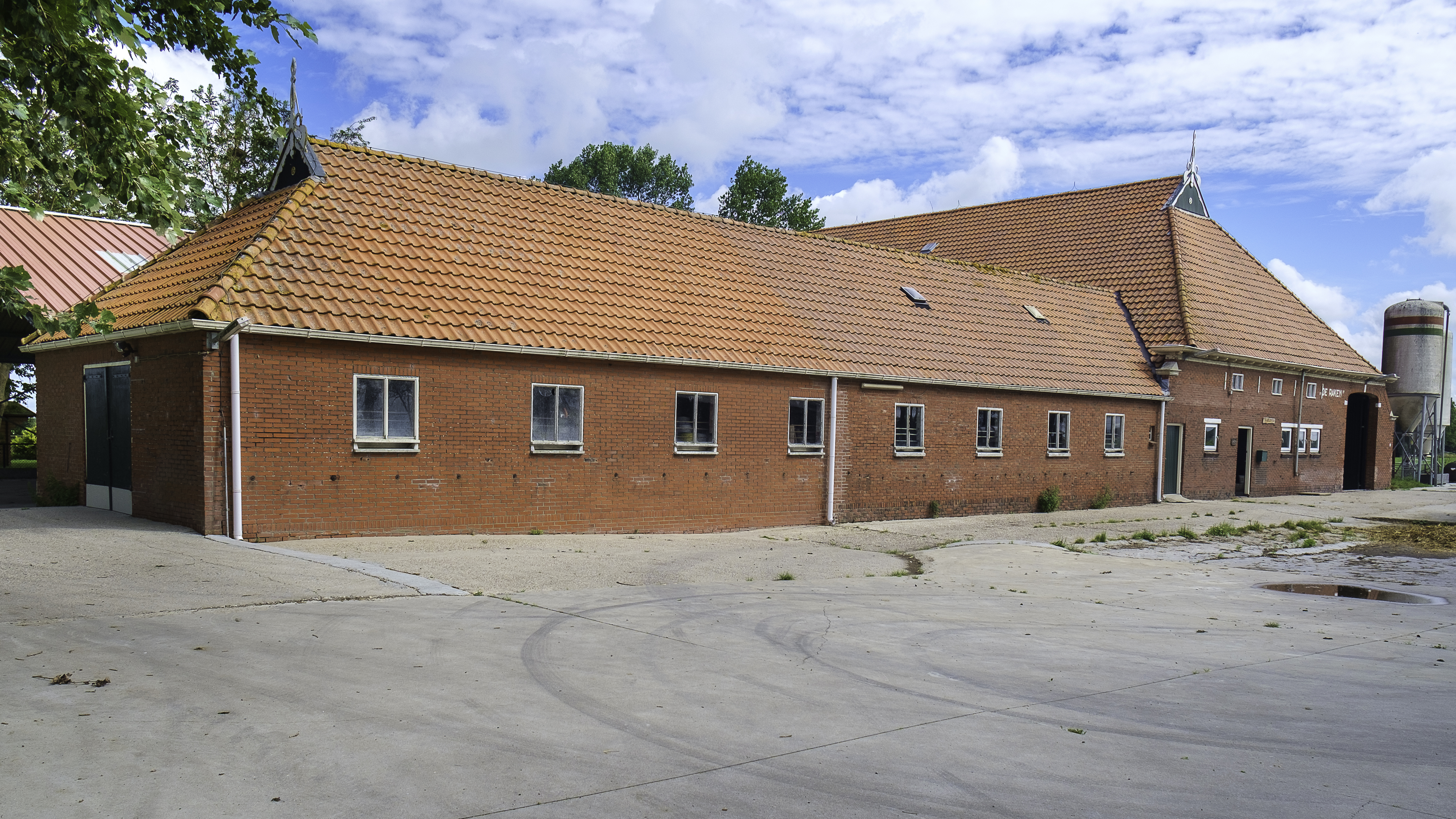
Boerderij De Raken
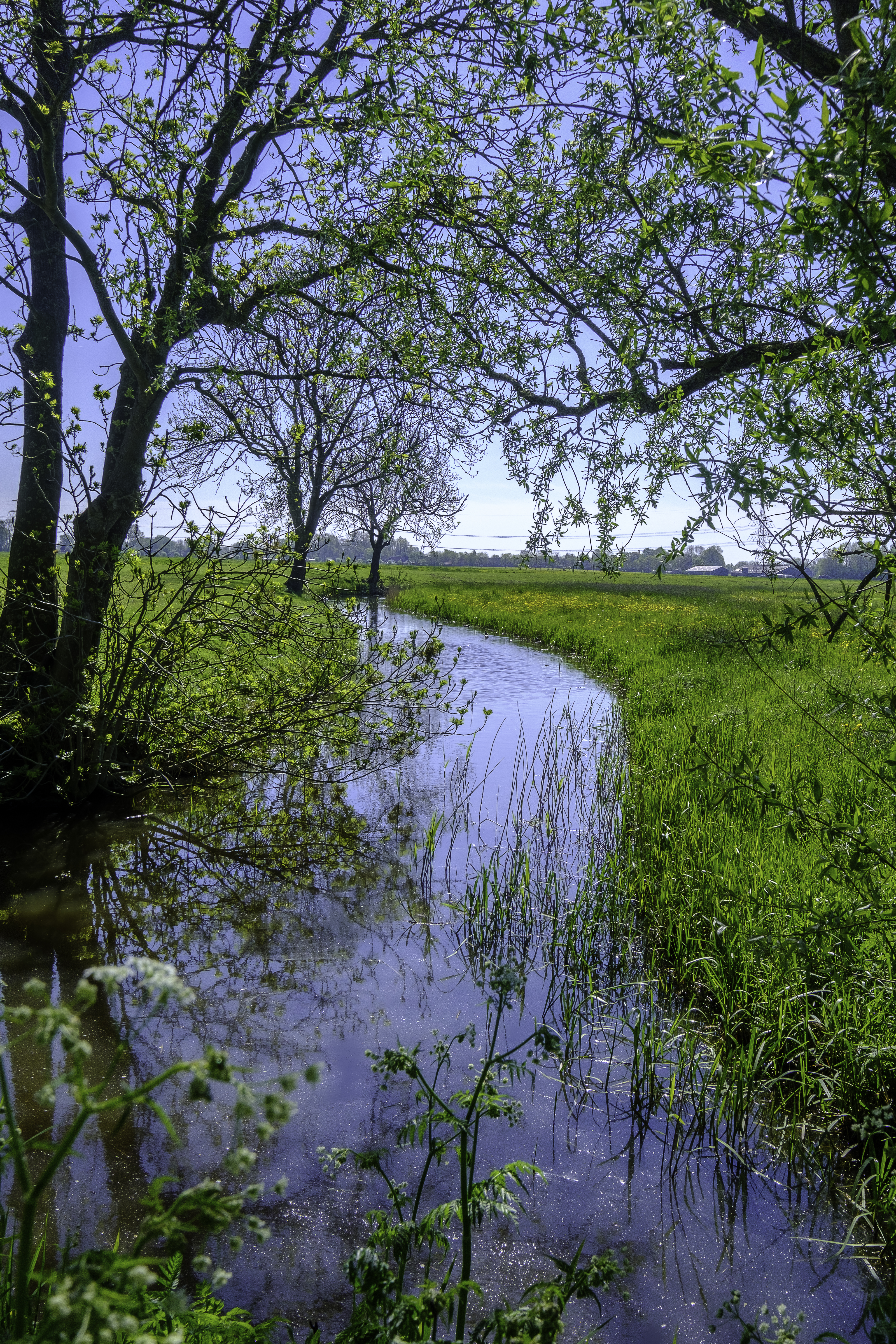
Het Oude Diepje bij De Raken

Hoofdplaats: Uithuizen

Dorpen: Adorp · Den Andel · Baflo · Bedum · Eenrum · Eppenhuizen · Hornhuizen · Houwerzijl · Kantens · Kloosterburen · 't Lage van de Weg · Lauwersoog · Leens · Leenstertillen · Lutjewolde · Mensingeweer · Molenrij · Niekerk · Noordwolde · Oldenzijl · Onderdendam · Onderwierum · Oosteinde · Oosternieland · Pieterburen · Rasquert · Rodewolt · Roodeschool · Rottum · Saaxumhuizen · Sauwerd · Startenhuizen (deels) · Stitswerd · Tinallinge · Uithuizermeeden · Ulrum · Usquert · Vliedorp · Vierhuizen · Warffum · Warfhuizen · Wehe-den Hoorn · Westerdijkshorn · Westernieland · Wetsinge · Winsum · Zandeweer · Zoutkamp · Zuidwolde · Zuurdijk

Buurtschappen, gehuchten, wierden en buurten: 1e Nijhoezen · 2e Nijhoezen · 't Aagt · Abbeweer · Alinghuizen · Arwerd · Barnegaten · Bellingeweer · Bethlehem · Beusum · Bokum · Breede · Broek · Het Bultje · De Dingen · De Raken · De Vennen · Den Haver · Deikum · Doodstil · Douwen · Duisterwinkel · Eelswerd · Eemshaven · Elens · Ellerhuizen · Ernstheem · Ewer · Grijssloot · Groot Maarslag · Groot Wetsinge · De Haar · Hammeland · Den Hander · Harssens · Hefswal · Hekkum · Helwerd · Heuvelderij · Hiddingezijl · Holwinde · De Hoogte · De Horn · De Houw · 't Houweel · De Hucht · Kaakhorn · Katershorn · Kattenburg · Klei · Kleine Huisjes · Klein Garnwerd · Klein Maarslag · Klein Wetsinge · Kolham · Koningslaagte · Koningsoord · De Knijp · Kruisweg · Lutje Marne · Lutke Saaxum · Maarhuizen · (Marnehuizen) · Menkeweer · Menneweer · Midhalm · Midhuizen · Nijenklooster · Noordpolder · Noordpolderzijl · Obergum · Oldenzijl · Oldorp · Oosterhorn · Oosterhuizen (Eenrum) · Oosterhuizen (Zuidwolde) · Oudedijk · Oudeschip · Paapstil · Panser · Plattenburg · Polen · Ranum · Reidland · Roodehaan · Schapehals · Schaphalsterzijl · Schilligeham · Schouwen · Schouwerzijl · Sint Annerhuisjes · 't Stort · De Streek · Takkebos · Ter Laan · Tijum · Valcum · Valom · Wadwerd · Walsweer · Westerhorn (De Marne) · Westerhorn (Hogeland) · Westerklooster · Westpolder · Wierhuizen · Wierum · 't Wildeveld · Willemsstreek · Zevenhuizen